# エリック・ランダー

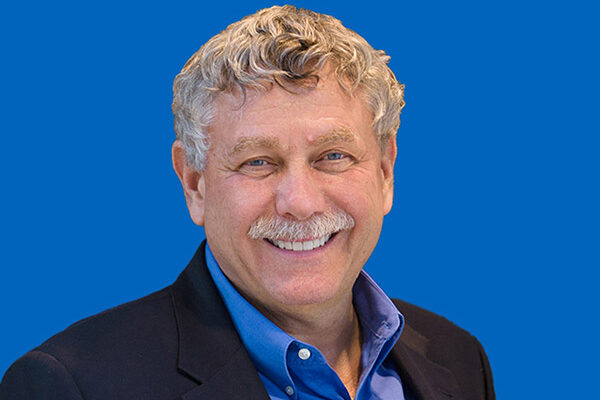
エリック・S・ランダー(2021年)

エリック・スティーヴン・ランダー（Eric Steven Lander、1957年2月3日 - ）は、アメリカ合衆国の生物学者。

## 来歴
ニューヨーク・ブルックリン出身。1978年プリンストン大学卒業、1981年にオックスフォード大学から数学のPh.D.を取得。同年に'ハーバード・ビジネス・スクールの経営経済学の助教授に就任し、1990年よりマサチューセッツ工科大学で生物学の教授に就任した。1990年代に始まるヒトゲノム計画に参画し、ヒトゲノムの配列決定において、主導的な役割を果たした。
2021年から科学技術政策局長を務めていたが、部下に職場内のいじめや人格を否定する言動などパワハラ行為を訴えられたのを受け、翌年に辞任した。

## 受賞歴
- 1997年 - ディクソン賞医学部門
- 2002年 - ガードナー国際賞
- 2002年〜2005年 - トムソン・ロイター引用栄誉賞
- 2010年 - オールバニ・メディカルセンター賞
- 2012年 - ダン・デイヴィッド賞、ハーヴェイ賞、メンデル・メダル
- 2013年 - 生命科学ブレイクスルー賞
- 2015年 - フィリップ・アベルソン賞
- 2018年 - ウィリアム・アラン賞

## 参照
- Eric S. Lander, Ph.D. Broadi Istitute
- Eric Steven Lander